# Bunkyū
Bunkyū (文久) fue una era japonesa después de la Era Man'en y antes de la Era Genji y abarcó desde el 19 de febrero de 1861 al 27 de marzo de 1864. Reinó el emperador Kōmei.

## Cambio de era
Debido a la creencia de la astrología china de que en el año 58 del ciclo zodiacal es un periodo de grandes cambios, el 19 de febrero, del año 2 de la Era Man'en, la era cambió y pasó a ser llamada Era Bunkyū (Bunkyū literalmente significa algo así como "historia literaria"). Ese año fue el año 58 del ciclo zodiacal (1864).

| Bunkyu     | 1.º  | 2.º  | 3.º  | 4.º  |
| Gregoriano | 1861 | 1862 | 1863 | 1864 |

| Predecesora: Era Man'en | Era Bunkyū 1861 - 1864 | Sucesora: Era Genji |

- Datos: Q730266